# Micranthocereus auriazureus
Micranthocereus auriazureus es una especie de planta fanerógama de la familia Cactaceae. Es endémica del sudeste de Minas Gerais en Brasil donde se encuentra en los secos matorrales tropicales o subtropicales y áreas rocosas. Está tratada en peligro de extinción por pérdida de hábitat. 

## Distribución y hábitat
Micranthocereus auriazureus es nativa del Grao Mogol y la parte septentrional de Botumirim, el norte de Minas Gerais. Es endémica de la zona central dentro de Minas Gerais. Crece en las elevaciones de 750-1000 m s. n. m. Una parte de la población de esta especie de cactus se produce en un área protegida, el Parque Estadual de Grao Mogol.

## Descripción
Micranthocereus auriazureus crece de forma arbustiva con tallos columnares, azules claros  y alcanza un tamaño de hasta 1,1 metros de altura y un diámetro de 6-7 centímetros. Tiene de 15 a 18 costillas redondeadas que son acanaladas onduladas y  en las cúspides están divididas. Se tornan canosos con la edad. Tienen numerosas espinas radiantes, 10 a 13 milímetros de largo, de color amarillo dorado oscuro, que son de color amarillo claro con la edad. Son difíciles de distinguir entre las espinas centrales y radiales, con un cefalio con abundante lana. Las flores son cilíndricas y de color rosa brillante, de color naranja o lila y que abren por la noche. Miden hasta 2,5 centímetros de largo y tienen un diámetro de 1,1 centímetros. Los frutos son bayas de un color rosa brillante que alcanzan una longitud de 18 milímetros y miden de 14 a 16 milímetros de diámetro.

## Taxonomía
Micranthocereus auriazureus fue descrita por (Buining & Brederoo) F.Ritter y publicado en Cact. Succ. J. (Los Angeles) 45: 120 1973.
Etimología
Micranthocereus: nombre genérico que deriva de las palabras griegas: "μικρός" micra = "pequeño", ἅνθος antha = "flor" y Cereus = un género de las cactáceas.
auriazureus: epíteto latíno que significa "con cabeza blanca"